# Vengara
Vengara es una ciudad censal situada en el distrito de Malappuram en el estado de Kerala (India). Su población es de 48600 habitantes (2011). Se encuentra a 12 km de Malappuram y a 35 km de Kozhikode.

## Demografía
Según el censo de 2011 la población de Vengara era de 48600 habitantes, de los cuales 22702 eran hombres y 25898 eran mujeres. Vengara tiene una tasa media de alfabetización del 93,43%, superior a la media estatal del 94%. la alfabetización masculina es del 96,20%, y la alfabetización femenina del 91,08%.